# ホスホロアミダート

ホスホロアミダートの一例：殺虫剤ホスチエタン

ホスホロアミダート（英：Phosphoramidates）またはアミドリン酸(エステル)（英：amidophosphates）とは、リン酸や有機リン酸の-OR基を1つ、-NR2に置換したリン化合物の総称である。ホスホロアミド酸（英：phosphoramidic acid）の誘導体に当たる。 
ホスホロジアミダート（英：phosphorodiamidates）は-OR基を2つ、-NR2に置換したリン化合物である。
-OR基を3つ共、-NR2に置換したリン化合物はホスホロアミドまたはホスホラミド（英：phosphoramides）と呼ばれる。

## 例
自然界に存在するホスホロアミダートの例として、クレアチンリン酸が挙げられる。また、タンパク質のヒスチジン残基がヒスチジンキナーゼでリン酸化された状態もホスホロアミダートである。
ホスホロジアミダートの例としては、分子生物学で用いられるモルフォリノがある。

## 参考資料
1. ↑  IUPAC, Compendium of Chemical Terminology, 2nd ed. (the "Gold Book") (1997). オンライン版:  (2006-) "phosphoramides".
2. ↑  Stock, Ann M.; Robinson, Victoria L.; Goudreau, Paul N. (2000-07-01). “Two-Component Signal Transduction”. Annual Review of Biochemistry 69:  183–215. doi:10.1146/annurev.biochem.69.1.183. PMID 10966457.